# Museo Annigoni
Il Museo Pietro Annigoni è un'istituzione culturale di Firenze, avente sede nella villa Bardini, lungo la costa San Giorgio.

## Storia e descrizione
Dal 1953 alla morte nel 1988 Annigoni tenne studio in borgo Albizi 8, dove creava le sue opere e riceveva i committenti illustri così come i suoi numerosi allievi. Dopo la sua scomparsa, per circa un decennio, lo studio restò allestito con le sue opere e fu visitabile su appuntamento. Ne resta una vivace descrizione letteraria nei diari di Dawn Cookson, allieva del maestro, oltre a un filmato televisivo del 1958, che mostra Annigoni al lavoro tra gli allievi, e un documentario del 1998 intitolato Lo Studio di Roberto Nocentini e Federico Bondi
Dovendo liberare però gli ambienti, nel 2007 la Fondazione Cassa di Risparmio di Firenze acquistò dai figli dell'artista circa 6.000 pezzi, tra dipinti, disegni, stampe e cimeli, ossia la maggiore collezione esistente della sua opera. Scelta come nuova sede il secondo piano di villa Bardini, il museo venne allestito permanentemente e aperto al pubblico il 25 novembre 2008.
Nelle sale sono state selezionate circa 120 opere, che riallacciano il percorso artistico del pittore, dagli autoritratti giovanili, ai ritratti di familiari, a opere varie tra le quali spiccano Solitudine II e Solitudine III, Ritratto di Cinciarda (1945), Vecchio giardino, Interno di Studio, la Soffitta del Torero, Morte del mendicante, ecc.
Vi si trovano esposte inoltre medaglie, litografie, disegni e oggetti personali, tra i quali una sedia dondolo prediletta per la pittura o un manichino usato nei suoi esperimenti di pittura metafisica. Per le opere deperibili è prevista una rotazione dell'esposizione a scadenza annuale e la realizzazione di esposizioni temporanee tematiche.